# Gare de Bègles
Gare de Bègles – stacja kolejowa w Bègles, w departamencie Żyronda, w regionie Nowa Akwitania, we Francji.
Została otwarta w 1855 przez Compagnie des chemins de fer du Midi et du Canal latéral à la Garonne. Jest stacją Société nationale des chemins de fer français (SNCF), obsługiwaną przez pociągi TER Aquitaine.